# ライアン・クイグリー
ライアン・クイグリー（Ryan Quigley 1990年1月26日- ）はサウスカロライナ州リトルリバー出身のアメリカンフットボール選手。ポジションはパンター。

## 経歴
高校の最終学年では、サウスカロライナ州トップの平均46ヤードを蹴って、AP通信より州のファーストチームに選ばれた。またサウスカロライナ州のスペシャルチーム最優秀選手にも選ばれた。
ボストンカレッジで4シーズン、パンターとしてプレーした。2009年にはそれまでの大学記録77回を更新する79回のパントを蹴った。2011年には全米4位となる28回、敵陣20ヤード以内にパントを蹴り込んだ。
2012年のNFLドラフト終了後の5月、ドラフト外でシカゴ・ベアーズと契約を結んだ。プレシーズンゲームでは臀部の故障を抱えたアダム・ポドレシュの代役として起用され、開幕ロースターにも残った。しかしポドレシュが回復したため、第1週のインディアナポリス・コルツ戦ではインアクティブとなり、9月10日に解雇された。
2013年、ニューヨーク・ジェッツでロバート・マローンとポジション争いをしたが、プレシーズン第3週のニューヨーク・ジャイアンツ戦で3回のパントで最長39ヤードに終わり、8月26日にチームから解雇された。しかし、第1週のニューイングランド・ペイトリオッツ戦でマローンが9回のパントのうち、1回しか敵陣20ヤード以内に蹴り込めなかったことから、9月16日にマローンの代わりにニューヨーク・ジェッツと契約を結んだ。